# Schleuse Rothenburg
Die Schleuse Rothenburg ist eine Schleuse der Bundeswasserstraße Saale. Die Schleusenanlage Rothenburg liegt im Land Sachsen-Anhalt im Salzlandkreis im Süden der Stadt Könnern bei Saale-km 58,70. Sie wurde 1942 fertiggestellt. Seit März 2021 ist für Betrieb und Unterhaltung das Wasserstraßen- und Schifffahrtsamt Elbe (vorher WSA Magdeburg) zuständig. Seit dem 1. Juli 2010 wird die Schleuse über die Revierzentrale Bernburg fernbedient und ist somit nicht mehr personell besetzt. Die Anmeldung zur Schleusung erfolgt per Telefon.

## Geschichte
Die Nutzung der Saale für Güter- oder Personentransporte ist seit 981 urkundlich belegt. In Chroniken der Saaleschifffahrt wird berichtet, dass bereits in der zweiten Hälfte des 14. Jahrhunderts das Wasser des Flusses Saale angestaut wurde. Die angestaute Wassermenge wurde zum Betrieb von Mühlen bzw. zum Flößen genutzt. Am 21. Oktober 1530 erteilte Kaiser Karl V. dem Erzstift Magdeburg das Privileg der freien Schifffahrt auf der Saale und die Erlaubnis, den Fluss auszubauen. Erste hölzerne Schleusen dienten den Schiffern zur Bewältigung des Frachtverkehrs. Fürst Wolfgang von Anhalt, Regent über Bernburg, schloss 1559 auf Drängen des Erzbischofs Sigismund einen Vertrag zum Ausbau und Sicherung der Saaleschifffahrt ab. Erst knapp 100 Jahre später, ab dem Jahre 1790 wurde die Saaleschifffahrt weiter ausgebaut. Der Kurfürst von Sachsen, Friedrich August III. ordnete an, die obere Saale und die Unstrut schiffbar zu machen. Im Rahmen des Wasserstraßenausbaues Elbe/Saale wurde die Gesamtlänge durch Begradigungen in den Jahren 1933 bis 1942 von 427 Kilometer auf rund 413 Kilometer verkürzt. Von km 124,16 bei Bad Dürrenberg bis km 0,00 Mündung in die Elbe (bei km 290,78) ist die Saale eine Bundeswasserstraße.

## Beschreibung
Bei der heutigen Schleuse Rothenburg handelt sich um eine Schleppzugschleuse. Typisch für diese Schleusenbauart sind die seitlich versetzten Schleusentore. Die Einfahrtsbreite des Ober- und Unterhauptes, d. h. die Torweite, beträgt 12 Meter. Zur Mitte hin weiten sie sich auf und die nutzbare Breite beträgt dann 20 Meter. Dadurch können mehrere Schleppkähne eines Schleppzuges nebeneinander in der Schleuse liegen und gemeinsam geschleust werden. Die nutzbare Länge der Schleusenkammern beträgt etwa 100 Meter. Die Schleusenwände bestehen aus Beton und sind senkrecht. Die Schleusenhäupter sind ebenfalls als Schwergewichtsbetonwände ausgeführt. Die Kammersohle wurde mit Betonsteinpflaster ausgelegt. Beide Schleusentore sind als Hubtore angelegt. Diese Tore besitzen keine Öffnungen zum Befüllen der Schleuse. Das Leeren und Befüllen der Schleusenkammer erfolgt durch das Anheben der Tore. 1993 wurde die Schleuse Rothenburg als erste Großschleuse der Saale nach der Wiedervereinigung generalüberholt. Über das Unterhaupt der Schleuse führt eine Schleusenbrücke mit einer Durchfahrtsbreite von 12 Meter.
In Rothenburg gab es eine Vorgängerschleuse. Sie entstand im Zusammenhang des Saaleausbaues in der Zeit von 1694 bis 1698 um den damals wichtigen Transport von Kohle zu verbessern. Die Schleuse war für die Passage von Schleppkähnen mit Saalemaß geeignet.
- Siehe auch: Liste der Schleusen der Saale

## Karten
- W. Ciesla, H. Czesienski, W. Schlomm, K. Senzel, D. Weidner: Schiffahrtskarten der Binnenwasserstraßen der Deutschen Demokratischen Republik 1:10.000. Band I, Herausgeber: Wasserstraßenaufsichtsamt der DDR. Berlin 1988. OCLC 830889996